# Can Erenoğlu
Abdullah Can Erenoğlu (* 1953 in Istanbul) ist ein ehemaliger türkischer Vizeadmiral, der unter anderem zwischen 2005 und 2008 Oberkommandierender der Küstenwache (Türk Sahil Güvenlik Komutanlığı) war. Im Zuge der angeblichen Balyoz-Putschpläne der türkischen Streitkräfte wurde er 2010 verhaftet und 2012 zu 18 Jahren Freiheitsstrafe verurteilt, 2014 jedoch nach einem Beschluss des  Verfassungsgerichts aus der Haft entlassen.

## Leben

### Ausbildung und Verwendung als Seeoffizier
Erenoğlu trat nach dem Schulbesuch 1967 in die Seekadettenanstalt (Deniz  Lisesi) ein und absolvierte im Anschluss eine Offiziersausbildung an der Marineschule (Harp Okulu), die er 1973 abschloss. Danach fand er zwischen 1973 und 1982 Verwendung auf verschiedenen Schiffen sowie Kommandostellen der Marine (Türk Deniz Kuvvetleri) wie zum Beispiel als Elektronikoffizier auf dem Fletcher-Klasse-Zerstörer TCG İzmit (D 342) und als System- sowie Abschnittsoffizier auf einem U-Boot. Nachdem er zwischen 1982 und 1984 Absolvent der Marineakademie (Deniz Harp Akademisi) war, fungierte er von 1984 bis 1986 zunächst als Erster Offizier auf dem auf der Marinewerft Gölcük gebauten und am 16. November 1983 vom Stapel gelaufenen Ay-Klasse-U-Bootes TCG Doğanay (S-351), dessen Kommandant er anschließend fünf Jahre lang bis 1991 war.
Zwischenzeitlich absolvierte Erenoğlu 1990 die Akademie der Streitkräfte (Silahlı Kuvvetler Akademisi) und war zwischen 1991 und 1993 Offizier für NATO-Projekte in der Abteilung für Grundsatzplanung im Generalstab der Türkei sowie von 1993 bis 1995 Militärattaché an der Botschaft in Indien. Nach seiner Rückkehr war er zwischen 1995 und 1996 Kommandant des Ausbildungsregiments der Marineschule sowie von 1996 bis 1997 Chef des Stabes der U-Boot-Flotte. Nach einer Verwendung zwischen 1997 und 1998 als Kommodore der I. U-Boot-Flottille war er von 1998 bis 1999 Leiter der Militärvertretung in Griechenland, ehe er zwischen 1999 und 2001 Leiter der Unterabteilung Stärkeplanung in der Abteilung Grundsatzplanung des Oberkommandos der Marine war.

### Aufstieg zum Vizeadmiral
Am 30. August 2001 wurde Erenoğlu zum Flottillenadmiral (Tuğamiral) befördert und übernahm daraufhin von 2001 bis 2003 den Posten als Leiter der Unterabteilung Allgemeine Grundsatzplanung im Ministerium für Nationale Verteidigung (Millî Savunma Bakanlığı) sowie anschließend 2003 und 2005 als Befehlshaber der U-Boot-Flotte (Denizaltı Filosu Komutanlığı).
Als Nachfolger von Konteradmiral Engin Heper wurde Erenoğlu am 12. August 2002 Oberkommandierender der Küstenwache (Türk Sahil Güvenlik Komutanlığı). In dieser Verwendung erfolgte am 30. August 2005 auch seine Beförderung zum Konteradmiral (Tümamiral), diese Funktion bekleidete er bis zu seiner Ablösung durch Konteradmiral Atilla Kezek am 12. August 2008. Im Anschluss war er von 2008 bis 2009 Kommandant der Marineakademie.
Nach seiner Beförderung zum Vizeadmiral (Koramiral) am 30. August 2009 übernahm Erenoğlu den Posten als Befehlshaber des Ausbildungs- und Trainingskommandos der Marine (Deniz Eğitim ve Öğretim Komutanı) in Beylerbeyi, zu dem die Marineschule in Tuzla, die Marineunteroffiziersschule (Deniz Astsubay Meslek Yüksek Okulu) in Karamürsel, die Seekadettenanstalt in Heybeliada, das Ausbildungszentrum in Karamürsel (Karamürselbey Eğitim Merkezi Komutanlığı), das Ausbildungszentrum in Gölcük (Yıldızlar Suüstü Eğitim Merkezi Komutanlığı) sowie das Ausbildungszentrum in Derince (Derince Eğitim Merkezi Komutanlığı) gehören.
Im Februar 2010 wurde Erenoğlu im Zuge der sogenannten Balyoz-Ermittlungen festgenommen. In einem Artikel  der Tageszeitung Taraf am 20. Januar 2010 von Mehmet Baransu, Yıldıray Oğur und Yasemin Çongar wurde behauptet, die Gruppe hätte das Ziel, die vom 18. November 2002 bis 14. März 2003 amtierende 58. Regierung der Republik Türkei zu stürzen. Der Plan soll im Stab der 1. Armee ausgearbeitet worden sein. Daraufhin wurden Dutzende Generäle und Offiziere festgenommen. Am 21. September 2012 verkündete die Zehnte Große Kammer für schwere Straftaten in Istanbul ihr Urteil in der 108. Sitzung des als Balyoz (Vorschlaghammer) bekannten Verfahrens. Von den 365 Angeklagten, 250 von ihnen in U-Haft, wurden 81 nach Artikel 147 des alten türkischen Strafgesetzes (TSG) mit der Nummer 765 wegen des Versuches, die Regierung der türkischen Republik mit Gewalt von der Ausübung ihres Amtes abzuhalten, zu erschwerter lebenslanger Haft verurteilt. Die Strafen gegen die Hauptangeklagten Çetin Doğan, Özden Örnek und İbrahim Fırtına wurden nach Artikel 61/1 des alten TSG auf 20 Jahre Haft reduziert. Bei 78 Angeklagten, darunter Erenoğlu, reduzierte das Gericht die Strafen nach den gleichen Bestimmungen auf 18 Jahre Haft. Am 19. Juni 2014 befand das Verfassungsgericht der Republik Türkei, dass die Rechte der Beschuldigten in diesen Verfahren verletzt worden seien, und ordnete die sofortige Freilassung der Angeklagten an. Am 31. März 2015 wurden alle 236 Beschuldigten freigesprochen. Zuvor verwendete Beweise wurden für gefälscht befunden.
Can Erenoğlu, der mit Serap Erenoğluverheiratet und Vater dreier Söhne ist, spricht neben Türkisch auch Englisch.